# Александър Афродизийски
Александър Афродизийски е гръцки философ, перипатетик. Един от най-известните коментатори на Аристотел през Античността.

## Живот
Датата му на раждане и мястото на смъртта не са известни, но е ясно че е творил около 200 г. сл. Хр. и е от Афродизия в днешна Турция. Пристига в Атина в края на втори век. Ученик е на двама стоици или перипатетици, философите Созиген и Ерминус и може би на Аристотел Митиленски. В Атина той застава начело на перипатетическата школа. Коментира интензивно Аристотел, а до днес са запазени главно точно тези коментари, които включват Пише и трактати насочени срещу стоиците – „За съдбата“ и „За смесването“. Между 198 и 209 г. е назначен от император Септимий Север за преподавател по философията на Аристотел. В публикуван надпис от Афродизий потвърждава, че той е начело на една от школите в Атина и дава пълното му име – Тит Аврелий Александър. Неговото пълно име говори, че на дядо му или на друг прародител е дадено римско гражданство от император Антонин Пий. Надписът хвали и неговия баща, който също се казва Александър и е бил философ. Този факт прави правдоподобна тезата, че някои от работите, които формират цялостното наследство на Александър могат да се припишат на неговия баща.